# Братач
Братач је насељено мјесто у општини Невесиње, Република Српска, БиХ. Према попису становништва из 2013. у насељу је живјело 242 становника. У близини села је мост Овчији брод.

## Становништво
| Демографија | Демографија | Демографија |
| Година      | Становника  | Становника  |
| ----------- | ----------- | ----------- |
| 1961.       | 631         |             |
| 1971.       | 591         |             |
| 1981.       | 486         |             |
| 1991.       | 353         |             |
| 2013.       | 242         |             |

## Знамените личности
- Петар Радовић, свештеник СПЦ и невесињски војвода[2]
- Новица Гушић, пуковник Војске Републике Српске